# Hohenfurch

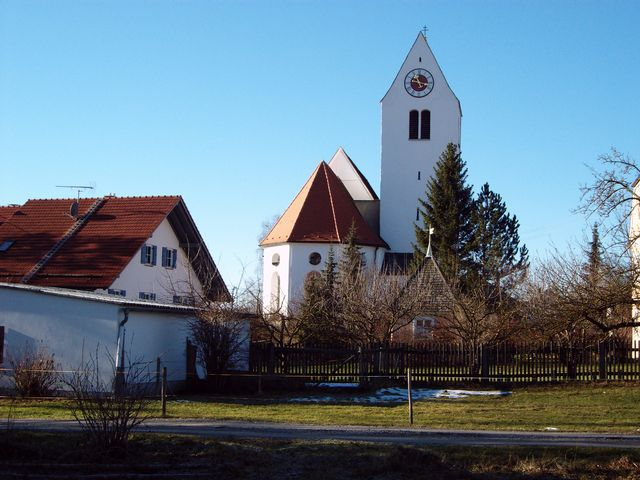
Hohenfurch

Hohenfurch – miejscowość i gmina w Niemczech, w kraju związkowym Bawaria, w rejencji Górna Bawaria, w regionie Oberland, w powiecie Weilheim-Schongau, wchodzi w skład wspólnoty administracyjnej Altenstadt. Leży około 18 km na zachód od Weilheim in Oberbayern, przy drodze B17 i linii kolejowej Weilheim in Oberbayern – Augsburg.

## Demografia
| Rok  | Liczba mieszk. |
| ---- | -------------- |
| 1970 | 1 092          |
| 1987 | 1 274          |
| 2000 | 1 399          |
| 2005 | 1 479          |

### Struktura wiekowa
Dane o ludności z 31 grudnia 2008:
| Opis                                | Ogółem | Ogółem | Kobiety | Kobiety | Mężczyźni | Mężczyźni |
| ----------------------------------- | ------ | ------ | ------- | ------- | --------- | --------- |
| Jednostka                           | osób   | %      | osób    | %       | osób      | %         |
| Populacja                           | 1511   | 100    | 749     | 49,57   | 762       | 50,43     |
| Wiek przedprodukcyjny (0–17 lat)    | 325    | 21,51  | 149     | 9,86    | 176       | 11,65     |
| Wiek produkcyjny (18–65 lat)        | 955    | 63,2   | 476     | 31,5    | 479       | 31,7      |
| Wiek poprodukcyjny (powyżej 65 lat) | 231    | 15,29  | 124     | 8,21    | 107       | 7,08      |

## Polityka
Wójtem gminy jest Guntram Vogelsgesang z CSU, wcześniej urząd ten pełnił Karl Heinz Gerbl, rada gminy składa się z 12 osób.
|      | CSU | SPD | FWV | Razem |
| 2008 | 5   | 3   | 4   | 12    |
| 2002 | 5   | 3   | 4   | 12    |

## Oświata
W gminie znajduje się przedszkole (50 miejsc) oraz szkoła (6 nauczycieli, 111 uczniów).